# Saxettal
Das Saxettal ist ein Tal am Nordrand der Berner Alpen in der Schweiz.

## Geografie
Das Tal liegt zum grössten Teil im Gebiet der Gemeinde Saxeten und hat eine Länge von acht Kilometern. Es befindet sich im nordwestlichen Teil der Lütschinentäler und ist von Südwesten nach Nordosten gerichtet. Der Saxetbach mündet bei Wilderswil in die Lütschine. Das Gebiet der Gemeinde Wilderswil umfasst den unteren Abschnitt des Tales und des Saxetbachs.
Im Südosten, im Süden und im Nordwesten ist das Tal von hohen Bergketten abgeschlossen. Zur Bergreihe im Südosten, die das Saxettal vom Soulstal abgrenzt, gehören der Bällehöchst (2095 m ü. M.), die Sulegg (2413 m ü. M.) und das Kleine Lobhorn (2519 m ü. M.). Der nördliche Vorgipfel der Schwalmere (2725 m ü. M.) im Süden ist die höchste Erhebung am Saxettal. Das Morgenberghorn (2249 m ü. M.) liegt ganz im Westen des Tals. Den Sattel zwischen Schwalmere und Morgenberghorn überquert der Wanderweg über den Rengglipass (1884 m ü. M.). Vom Morgenberghorn zieht sich die mehrere Kilometer lange, scharfe Gratkante des Leissiggrats und des Därliggrats über dem Saxettal zum Birchizand (2095 m ü. M.) hin, von wo aus sich der Bergrücken zum Rugen bei Interlaken senkt. Der Leissiggrat trennt das Saxettal vom Becken des Thunersees im Norden.
Das Saxettal ist von Wilderswil aus bis zur Ortschaft Saxeten mit einer Kantonsstrasse erschlossen. Von Wilderswil und Saxeten aus führen Bergwege auf die umliegenden Höhen und Aussichtsberge und zudem über den Rengglipass sowie bei der Suls-Lobhornhütte in die Nachbartäler.
Unterhalb der Hochgebirgsregion ist das Saxettal zum grössten Teil von Wald bedeckt. Der Bergwald schützt auch die Siedlungen und die Talstrasse vor Naturgefahren. Im oberen Talbereich liegen Wiesen und Weidegebiet bei Saxeten und auf höheren Landschaftsstufen mehrere Alpweiden (Bergschaft Bällen und Bergschaft Innerberg).
Im Saxettal betreiben die Industriellen Betriebe Interlaken (IBI) Kleinkraftwerke an den Trinkwasserleitungen.